# Medusa (opera)
Medusa è un'opera lirica in tre atti di Bruno Barilli, su libretto di Ottone Schanzer.
La prima assoluta è stata diretta da Franco Capuana con Gianna Pederzini al Teatro Donizetti di Bergamo il 12 settembre 1938.